# Schlacht bei Fuentes de Oñoro
Bailén –  Roliça –Vimeiro – Saragossa (1808) – Burgos (Gamonal) – Medina de Rioseco – Espinosa –  Tudela – Somosierra – Saragossa (1809) – La Coruña – Torres Vedras – Valls – Braga – Oporto – María – Talavera – Ocaña – Gerona – Ciudad Rodrigo (1810) – Buçaco – Gévora – Barrosa – Badajoz (1811) – Fuentes de Oñoro – La Albuera – Tarragona (1811) – Sagunt (Murviedro) – Ciudad Rodrigo (1812) – Badajoz (1812) –  Majadahonda – Salamanca – García Hernández –  Venta del Pozo – Vitoria – 
Sorauren – San Sebastián – Bidassoa
In der Schlacht bei Fuentes de Oñoro vom 3. bis 5. Mai 1811 besiegte eine britisch-portugiesische Armee unter Wellington eine französische Armee unter Marschall Massena. Die Franzosen wollten die portugiesische Stadt Almeida entsetzen.

## Hintergrund
Massena hatte die Briten und ihre Alliierten im Jahr zuvor nach Lissabon verfolgt, bis er an die Linien von Torres Vedras stieß. Er entschied sich dagegen, diese ausgedehnte doppelten Linien von untereinander verbundenen Befestigungen zu stürmen. Nach einem Hungerwinter außerhalb Lissabons zogen sich die Franzosen an die spanische Grenze zurück, gefolgt von der britisch-portugiesischen Armee.
Nachdem so Portugal gesichert war, begann Wellington mit der Wiedereroberung der befestigten Grenzstädte Almeida, Badajoz und Ciudad Rodrigo. Während Wellington Almeida belagerte, formte Massena seine zerschlagene Armee neu und marschierte, um die französische Garnison in der Stadt zu entsetzen. Wellington wählte das kleine Dorf Fuentes de Oñoro, um diesen Entlastungsversuch aufzuhalten. Wellington ließ seine Rückzugslinien ungedeckt, um alle Zugangswege nach Almeida zu bewachen. Er hielt dieses Risiko für gerechtfertigt, da die Franzosen Vorräte für nur wenige Tage haben würden, wohingegen er wesentlich mehr hatte. Die britisch-portugiesisch-spanische Armee bestand aus 34.000 Infanteristen, 1850 Kavalleristen und 48 Kanonen. Die Franzosen hatten 42.000 Infanteristen, 4500 Kavalleristen und 38 Kanonen.

## Schlacht
Am 3. Mai begann Massena eine Frontalangriff gegen die britischen Regimenter, die das mit Barrikaden abgeschottete Dorf besetzt hatten, während die Briten, die auf den Hügeln östlich des Dorfes standen, schwerem Artilleriebeschuss ausgesetzt waren. Während des ganzen Tages war das Dorf das Zentrum der Kämpfe, bei denen französische Grenadiere und die Elite der Garden mit den britischen Rotröcken und den Schützen von Craufords Leichter Division aufeinander trafen. Obwohl die Franzosen mit enormem Druck die Briten zurückdrängten, eroberte die King’s Own Yorkshire Light Infantry (51. Light Infantry) mit einem Vorstoß die Gebäude und Straßen zurück, die im Laufe des Tages verloren gegangen waren. Als die Sonne unterging, zogen sich die Franzosen zurück, und das Dorf blieb in britischer Hand, allerdings zu einem schrecklichen Preis an Menschen.
Am 4. Mai gab es wenige Kämpfe. Beide Seiten versuchten, sich von der Grausamkeit des vorherigen Tages zu erholen und ihre Pläne und Möglichkeiten neu zu überdenken.
Die Aktionen begannen wieder am frühen Morgen des 5. Mai. Wellington hatte auf seiner rechten Flanke eine Infanterie-Division ungedeckt gelassen. Massena startete einen Angriff auf diese britische Flanke, die von General Junots Korps angeführt wurde, unterstützt von der Mehrzahl von Massenas Plänklern und Ulanen, mit dem Zweck, die britische Front zu drehen. Dies zwang Wellington, Verstärkungen zu schicken, um die Division vor der Vernichtung zu retten, was nur knapp mit Hilfe der Leichten Division und der Kavallerie der King’s German Legion gelang. Massena, dessen Hauptziel weiterhin die Eroberung des Dorfes war, schickte nun massierte Infanteriesäulen vorwärts. Das Dorf, durchzogen von niedrigen Steinmauern, stellte eine hervorragende Deckung für die britische Linie und die Scharfschützen dar, wogegen die angreifenden französischen Truppen in den engen Gassen stark behindert waren. Dennoch gelang es ihnen, die Alliierten bis an den östlichen Rand des Dorfes zurückzutreiben. In diesem kritischen Moment der Schlacht befahl Wellington dem 88. Regiment unter Mackinnon den Angriff hinunter in das Dorf. General Thomas Picton rief: „Wir verschwenden kein Pulver! Dies muss mit dem kalten Stahl erledigt werden!“ Einige Minuten später griff das 88. Regiment den Hügel abwärts an und traf an der Kirche in der Mitte des Dorfes auf französische leichte Infanterie. Das Gleiche tat an anderer Stelle das 74. Regiment. Es entspann sich ein intensiver Nahkampf, bis die Franzosen nachzugeben begannen. Mit Unterstützung der Highlanders und der alliierten leichten Infanterie gelang es, die Franzosen bis an den westlichen Rand des Dorfes zurückzudrängen. Dies war eine der wenigen Situationen im Krieg auf der Iberischen Halbinsel, in der das Bajonett bei einem allgemeinen Kampfgeschehen eingesetzt wurde.
In der Zwischenzeit brachten Gewehrsalven der Rotröcke auf der rechten Seite in Verbindung mit Angriffen der britischen und portugiesischen Husaren Junots Kolonnen zum Wanken und sie erlitten ebenfalls schwere Verluste. Die Kämpfe endeten gegen 14.00 Uhr.
Die Kampfmoral der Franzosen war zerstört, manche ihren Kompanien hatte nur noch 40 % ihrer Stärke.
Zwei Nächte nach Massenas Rückzug gelang es dem größten Teil der französischen Garnison in Almeida, im Dunkel der Nacht durch die britischen Linien zu schleichen und die französischen Linien zu erreichen. Am 8. Mai zogen sich die Franzosen nach Spanien zurück.

## Galerie

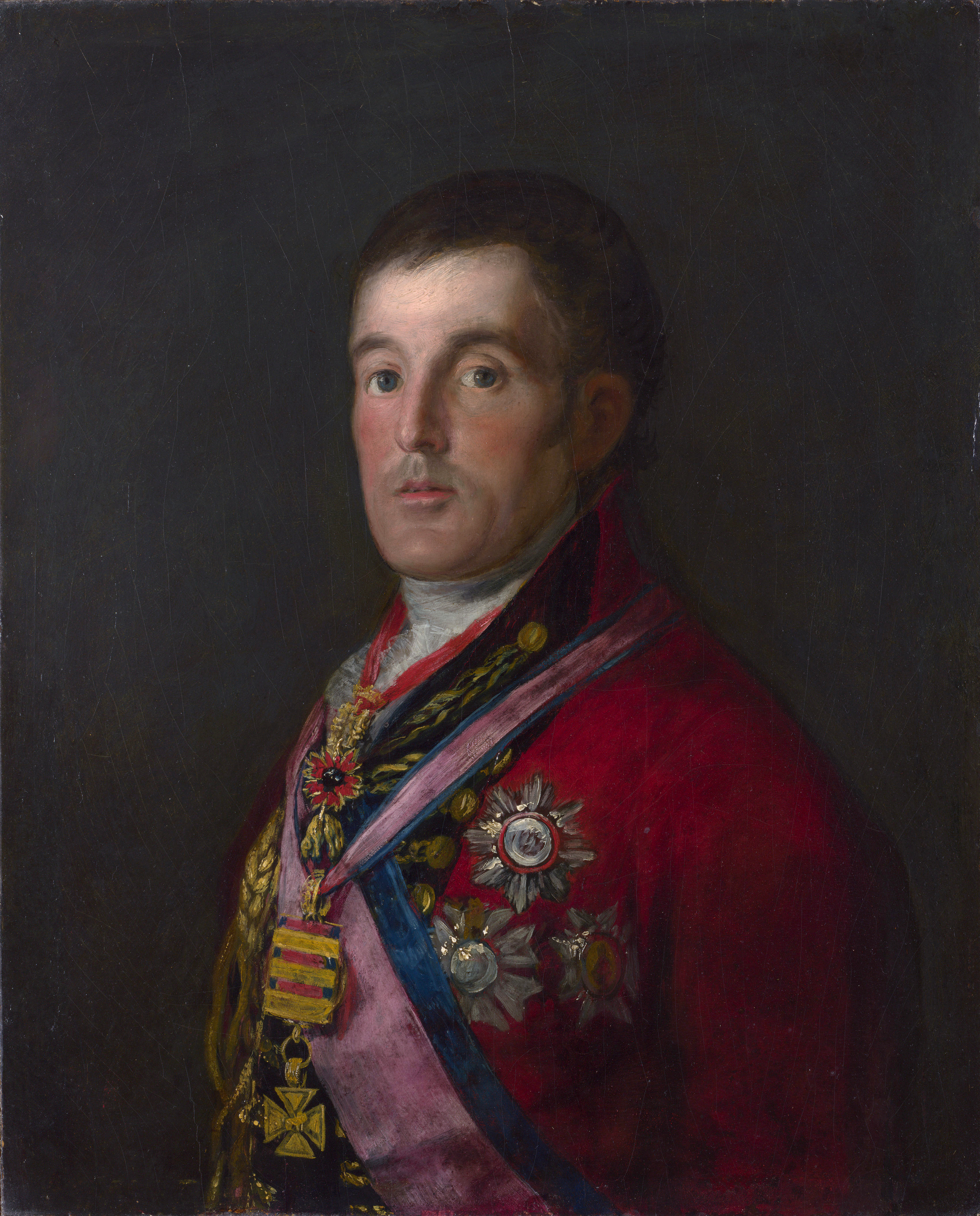
Arthur Wellesley, 1. Duke of Wellington. Ölgemälde des spanischen Malers Francisco de Goya
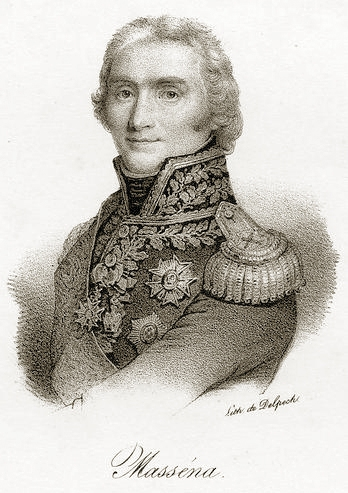
André Masséna

## Folgen
Wellington hatte die Armee von Portugal zurückgeschlagen, dabei große Verluste verursacht, aber nur 1500 eigene Verluste erlitten. Die genaue Zahl der französischen Verluste (Tote, Verwundete und Vermisste) variiert in den Quellen von circa 2200 bis zu 3500 und kann wohl nicht mehr genau beziffert werden. Wellington konnte die Belagerung von Almeida fortsetzen. Er hatte aber erkannt, wie gefährlich die Situation gewesen war. Später bekannte er, wenn Boney (Napoleon) hier gewesen wäre, hätte ich verloren. Er zählte die Schlacht nicht zu seinen Siegen.
Nachdem Massena Ciudad Rodrigo erreicht hatte, wurde er durch einen wütenden Napoleon nach Paris zurückgerufen, um seine Aktionen zu erklären (obwohl Napoleon diesen Befehl bereits vor der Schlacht ausgegeben hatte). Er wurde ersetzt durch Marschall Auguste Marmont. Massena trat seine Reise nach Frankreich mit einer enormen Summe an Gold an, das in Portugal und Spanien gestohlen worden war.